# Афсана
Афсана (каз. әпсана от перс. افسانه‎ — басня, сказка; предание, легенда) — устные прозаические произведения, в основе которых лежат народные верования, представления, идеалы, мечты. В афсана содержатся гиперболические повествования о некоторых событиях древних времён, преобладает вымышленный, книжный, религиозный сюжет, изобилуют фантастические явления, чудеса.
По содержанию, тематике афсана в казахской литературе условно подразделяются на 5 видов:
1. географические, топонимические афсана — о происхождении названий небесных светил, гор, озёр, городов, поселений (Құс жолы — «Млечный путь», Бурабай, Келіншек тау — «Гора-молодка») и др.;
2. этногенетические афсана — о происхождении народов, племён, родов. Например, о происхождении трёх казахских жузов, некоторых родов;
3. религиозно-мистические афсана — о жизни и деяниях пророков и апостолов. Например, о Дауте (Давуде), Сулеймене (Сулеймане), Мусе и др.;
4. социально-утопические афсана — об исторических судьбах. В них преобладает историческая правда, описание конкретных личностей и событий (например, об Асан Кайгы, Мырзаш-батыре). Возникнув как ист. легенды, в XIX—XX веках они переросли в народный эпос;
5. историко-географические афсана — о выдающихся личностях, исторических событиях. Например, о всенародном бедствии «Актабан шубырынды» («Годы великого бедствия»), об Александре Македонском (Искандер), Аз-Жанибеке, Каз дауысты («гусиноголосом, звонкоголосом») Казыбеке, Бекет-ата, Сырыме, об акынах (Акан Серэ, Биржан-сал, Балуан Шолак).